# Trofee Maarten Wynants 2021 (mannen)
De 10de editie van de Belgische wielerwedstrijd Trofee Maarten Wynants voor mannen werd verreden op 11 september 2021. De start en finish vonden plaats in Houthalen-Helchteren. De winnaar was Jarne Van Dyck, gevolgd door Axel Lavreysen en Ryan Cortjens.

## Uitslag
| Trofee Maarten Wynants 2021 |                |                           |          |
| Plaats                      | Naam           | Ploeg                     | Tijd     |
| Winnaar                     | Jarne Van Dyck | Crabbe-C.C.Chevigny       | 2u 2' 7" |
| 2                           | Axel Lavreysen | Sport en Moedig Genk      | 6"       |
| 3                           | Ryan Cortjens  | Alpecin-Fenix Development | z.t.     |
| 4                           | Jari Snyers    | Ind-België                | z.t.     |
| 5                           | Han Devos      | Urbano CT                 | z.t.     |